# New Jack City
New Jack City – amerykański film kryminalny z 1991 roku w reżyserii Mario Van Peeblesa. Scenariusz napisali Thomas Lee Wright i Barry Michael Cooper. W rolach głównych wystąpili Wesley Snipes, Ice-T, Judd Nelson, Allen Payne i Chris Rock. 5 marca 1991 roku odbyła się premiera ścieżki dźwiękowej do tego filmu.

## Fabuła
Źródło.
Bohaterami filmu są dwaj nowojorscy doświadczeni policjanci: Scotty Appleton (Ice-T) i Nick Peretti (Judd Nelson). Ich celem będzie schwytanie bossa narkotykowego Nino Browna (Wesley Snipes). Przestępca jest przekonany, że cały Harlem znajduje się pod jego kontrolą, a on sam jest nietykalny. Bardzo się myli, a udowodnią mu to dwaj wspomniani stróże prawa. Pomogą im w tym koledzy – policjanci, na czele ze Stone'em (Mario Van Peebles).

## Obsada
- Wesley Snipes jako Nino Brown
- Ice-T jako Scotty Appleton
- Judd Nelson jako Nick Peretti
- Allen Payne jako Gerald "Gee Money" Wells
- Chris Rock jako Benny "Pookie" Robinson
- Mario Van Peebles jako Stone
- Michael Michele jako Selina Thomas
- Bill Nunn jako Duh Duh Duh Man
- Russell Wong jako Park
- Vanessa A. Williams jako Keisha